# 煙々羅

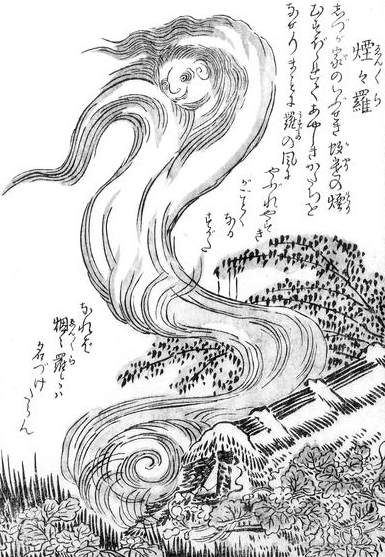
鳥山石燕『今昔百鬼拾遺』より「煙々羅」

煙々羅（えんえんら）または煙羅煙羅（えんらえんら）は、鳥山石燕による江戸時代の妖怪画集『今昔百鬼拾遺』にある日本の妖怪の一種で、煙の妖怪。

## 原典
画図では煙の中に不気味な顔が浮かび上がった妖怪の姿で描かれており、解説文では「しづが家のいぶせき蚊遣の煙むすぼゝれて、あやしきかたちをなせり。まことに羅（うすもの）の風にやぶれやすきがごとくなるすがたなれば、烟々羅（ゑんゑんら）とは 名づけたらん。」とある。
近藤瑞木によれば、『徒然草』十九段「六月の頃あやしき家にゆふがほの白く見えて、蚊遣火ふすぶるもあはれなり」を踏まえるという。

## 解釈
昭和・平成以降の妖怪関連の書籍では、煙々羅とは煙の妖怪、または煙に宿った精霊であり、さまざまな姿になりながら大気中をさまよい、かまどや風呂場から立ち上った煙の中に、人のような顔の形で浮かび上がるものなどと解釈されている。また解説文中にある「羅」とは目の粗い薄布を意味し、たなびく煙をこの布のたなびく様子にたとえて「煙々羅」と名づけたとされている。
「閻羅閻羅」と表記するともいい、「閻羅」は「閻魔」に通じることから、地獄の業火のイメージがあるとする解釈もある。煙の妖怪であるため、ぼんやりと無心に煙でも眺めるような、心に余裕を持つ人間でなければ見られないとする説や見える人は心の美しい人であるという説もある。
煙の妖怪というのはほかに例が無く、珍しい妖怪といえる。煙々羅についての具体的な伝承はなく、石燕による創作妖怪の一つと考えられている。